# Tina Keller Jenny

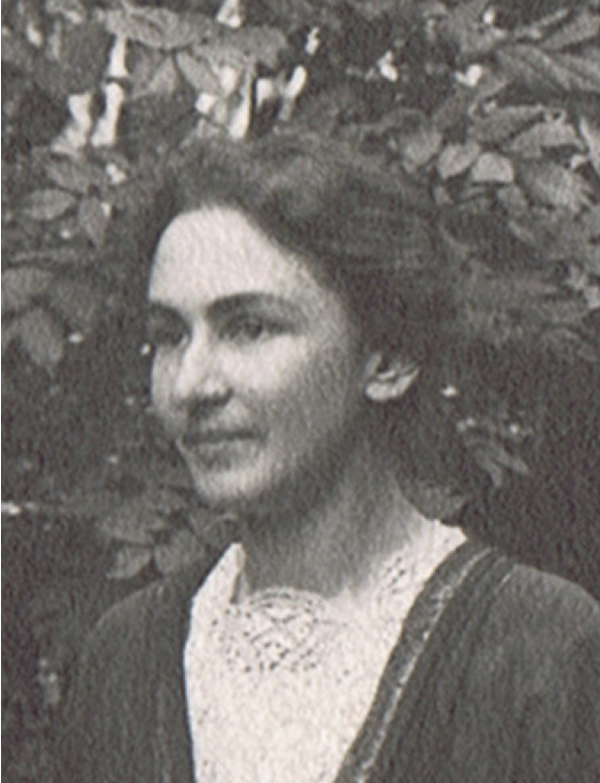
Tina Keller Jenny

Tina Keller Jenny (* 1887; † 25. Oktober 1985 in Genf) war eine Schweizer Ärztin und Psychotherapeutin der Jungianer. Mit C. G. Jung und Toni Wolff erlebte sie aus erster Hand die Entwicklung der analytischen Psychologie (1915–1928). Keller war eine der ersten Personen, die eine Tiefenanalyse bei Jung machten. Nach C. G. Jungs Erinnerungen gehörte sie zu den «wenigen», die er dafür geeignet hielt.

## Biografie
Als Tochter des Industriellen Conrad Jenny wuchs sie im Jenny-Schloss in Thalwil auf. Trotz ihrem grossbürgerlichen Umfeld machte sie nach einem Aufenthalt im Cheltenham Ladies’ College in London eine Krankenschwesterlehre. 1912 heiratete sie den Theologen Adolf Keller und wurde Mutter von fünf Kindern. Doch die Rolle, nur als Pfarrfrau dazustehen, irritierte sie, und sie beneidete die Arbeitskraft ihres Mannes. Dieser stellte sie C. G. Jung vor, der ihr eine Analyse empfahl. Tina Kellers Analyse stellte sich gleichzeitig als eine Ausbildung zur Psychoanalytikerin dar. Sie holte die Matur nach, schloss das Medizinstudium 1931 ab und gründete als eine der ersten Frauen in der Schweiz eine psychiatrische jungianische Praxis in Genf.
Tina Keller war Pionierin im Integrieren von Bewegung und Tanz in ihren Analysen. Tanz/Bewegung als aktive Phantasie entstand 1916 durch C. G. Jung und wurde von Tina Keller und anderen Analytikern praktiziert, blieb aber bis in die 1950er Jahre weitgehend unbekannt, bis sie von der Therapeutin Mary Whitehouse wiederentdeckt wurde. (Nach Studien mit Martha Graham und Mary Wigman wurde Whitehouse später selbst Tänzerin und Tanzlehrerin des modernen Tanzes.)
Zusammen mit der Tanztherapeutin, Tänzerin und Kabarettistin Trudi Schoop arbeitete sie nach dem Tode ihres Mannes 1963 in einer psychiatrischen Klinik in Los Angeles. Wieder in der Schweiz, hielt sie als letzte der frühen Mitarbeiterinnen von C. G. Jung die Rede zu seinem 10-jährigen Todestag.
Bis ins hohe Alter hatte Tina Keller Patienten und machte Therapien, wie ihrem Grossneffen und Kunstmaler Daniel Garbade. Sie schrieb Bücher und Thesen und starb mit 98 Jahren am 25. Oktober 1985 in Genf.

## Werke
- mit Wendy K. Swan: The memoir of Tina Keller-Jenny. A Lifelong Confrontation with the Psychology of C. G. Jung. Spring Journal Books, New Orleans 2009, ISBN 978-18-826-7085-7, OCLC 779060366.[7]
- [notice biographique, correspondance]. s. n., s. l., 1933–1945, OCLC 716739683.
- Aus meinen Erinnerungen an C. G. Jung. Bircher Benner, Erlenbach 1980.
- Zur Psyche der Frau. Classen, Zürich 1955.
- Das Ja zu sich selber. Bircher Benner, Erlenbach 1980.